# 國保善次
國保 善次（こくぼ よしつぐ、1945年12月12日 - ）は、日本の経営者。淀川製鋼所社長、会長を務めた。三重県出身。

## 来歴・人物
1968年に名古屋大学工学部を卒業し、同年に淀川製鋼所に入社した。2001年に取締役に就任し、2006年6月には社長に就任。2008年6月に社長を退任。2012年4月に会長に就任。